# Вранино
Вра́нино (болг. Вранино) — село в Добрицькій області Болгарії. Входить до складу общини Каварна.

## Населення
За даними перепису населення 2011 року у селі проживали 240 осіб.
Національний склад населення села:
| Національність   | Кількість осіб | Відсоток |
| ---------------- | -------------- | -------- |
| болгари          | 83             | 77,6%    |
| цигани           | 22             | 20,6%    |
| турки            | 0              | 0%       |
| Всього відповіли | 107            |          |

Розподіл населення за віком у 2011 році:
Динаміка населення: